# P.t.t.red
p.t.t.red (von englisch paint the town red) war ein deutsches Künstlerduo, bestehend aus Stefan Micheel („st.eel“) und Hans Hs Winkler. Das Aktions- und Installationskünstlerpaar war von 1988 bis 2001 in Berlin und anderen Orten aktiv.

## Ausstellungen und Projekte
Das Duo arbeitete im Bereich Kunst im öffentlichen Raum und prägte den Begriff „Stadtrauminstallation“ durch die Arbeiten goldener schnitt durch Berlin 1988 und Rotverschiebung 1990 in Berlin.
Bei der Aktion Der Berg und die Maschine 1989 unternahm p.t.t.red eine Bergtour zur Zugspitze und entfernte den höchsten Punkt in Deutschland, die Zugspitze. Das Gipfelgestein wurde ins Tal getragen und nach Berlin zu einer Maschine transportiert, wo es in den Räumen von p.t.t.red in einem vierwöchigen Prozess zermalmt wurde.
Während der Aktion Ursa in orbit: wanderte p.t.t.red 1993 auf der Suche nach den alten Bärengründen zwei Tage in Bärenkostümen gekleidet durch den Nationalpark Berchtesgaden. Inszenierte Begegnungen mit Touristen auf gewisse Distanz ließen sich nicht vermeiden.
Die Aktion How much red does the Statue of Liberty bear fand 1996 statt und erfolgte nach einer 14-tägigen Beobachtung des Sicherheitssystems der Freiheitsstatue. Es zeichnete sich für p.t.t.red eine Sicherheitslücke von 15 Minuten ab, was den Freiraum brachte, rote Farbfilter an 56 Richtscheinwerfern zu platzieren. In der Nacht zum 25. Juni 1996 erstrahlte die Freiheitsstatue vor den Toren New Yorks erstmals im roten Licht.
Ab 1994 setzte p.t.t.red vollkommen autarke Naturroboter als Zwitschermaschinen in urwüchsige Naturräume aus, wie auf La Gomera, auf Island und am Walchensee in Bayern. Weitere Zwitschermaschinen wurden im Central Park in New York, in Berlin und mitten in den Gärten des Vatikans installiert. Das Geheimnis der Maschinen war, dass sie versteckt und unsichtbar ihren Sound in den Naturraum einbrachten.
1997 initiierte p.t.t.red das Projekt Außerparlamentarische Situation in Langenhagen: Ulrike Meinhof spricht über ihre Verhaftung in Langenhagen. Die Verhaftung von Ulrike Meinhof am 15. Juni 1972 in der Walsroder Straße 11 ist im kollektiven Gedächtnis der Stadt Langenhagen hängen geblieben. 25 Jahre später erinnert p.t.t.red in einer einwöchigen künstlerischen Aktion vom 24. bis zum 28. Februar 1997 im öffentlichen Raum daran. Die Künstlergruppe weist mit 59 im Stadtgebiet aufgehängten Plakaten auf eine (fiktive) Veranstaltung hin und löst damit eine heftige Diskussion aus. Der für den 28. Februar 1997 angekündigte Vortrag von Ulrike Meinhof auf dem Marktplatz war mit einem Rednerpult und Stühlen für die Zuschauer vorbereitet und bot Raum zum Nachdenken, schließlich erschien niemand; das Publikum blieb unter sich und diskutierte die unklare Situation. Über diese künstlerische Aktion im Rahmen der Reihe Vor-Ort in Langenhagen wurde in der örtlichen und überörtlichen Presse aufmerksam berichtet, später auch in verschiedenen Fachbeiträgen. Auch in den Spiegel und die beiden Kunstfachzeitschriften art – Das Kunstmagazin und das Kunstforum schaffte es p.t.t.red mit diesem Projekt.
1998 folgte das Projekt treffpunkt niemandsland am Brenner mit Beteiligung von Künstlern aus Deutschland, Österreich, Italien und den USA, darunter Maurizio Cattelan und Walter Niedermayr. Zweitausend Meter über dem Brennerpass funktionierte p.t.t.red eine Berghütte zur Einsiedlerbibliothek um. Die Bibliothek war mit Buchvorschlägen von über 50 angeschriebenen Philosophen, Schriftstellern und Wissenschaftlern aus aller Welt bestückt. Im Niemandsland zwischen den italienischen und österreichischen Grenzlinien konnte ein Besucher, wenn er sich zuvor den Schlüssel im Bahnhofsrestaurant am Brenner geholt hatte, in Büchern lesen und übernachten.

## Werkliste
- Goldener Schnitt durch Berlin, Vergoldungen an fünf Orten in Berlin, 1988–90[2][17]

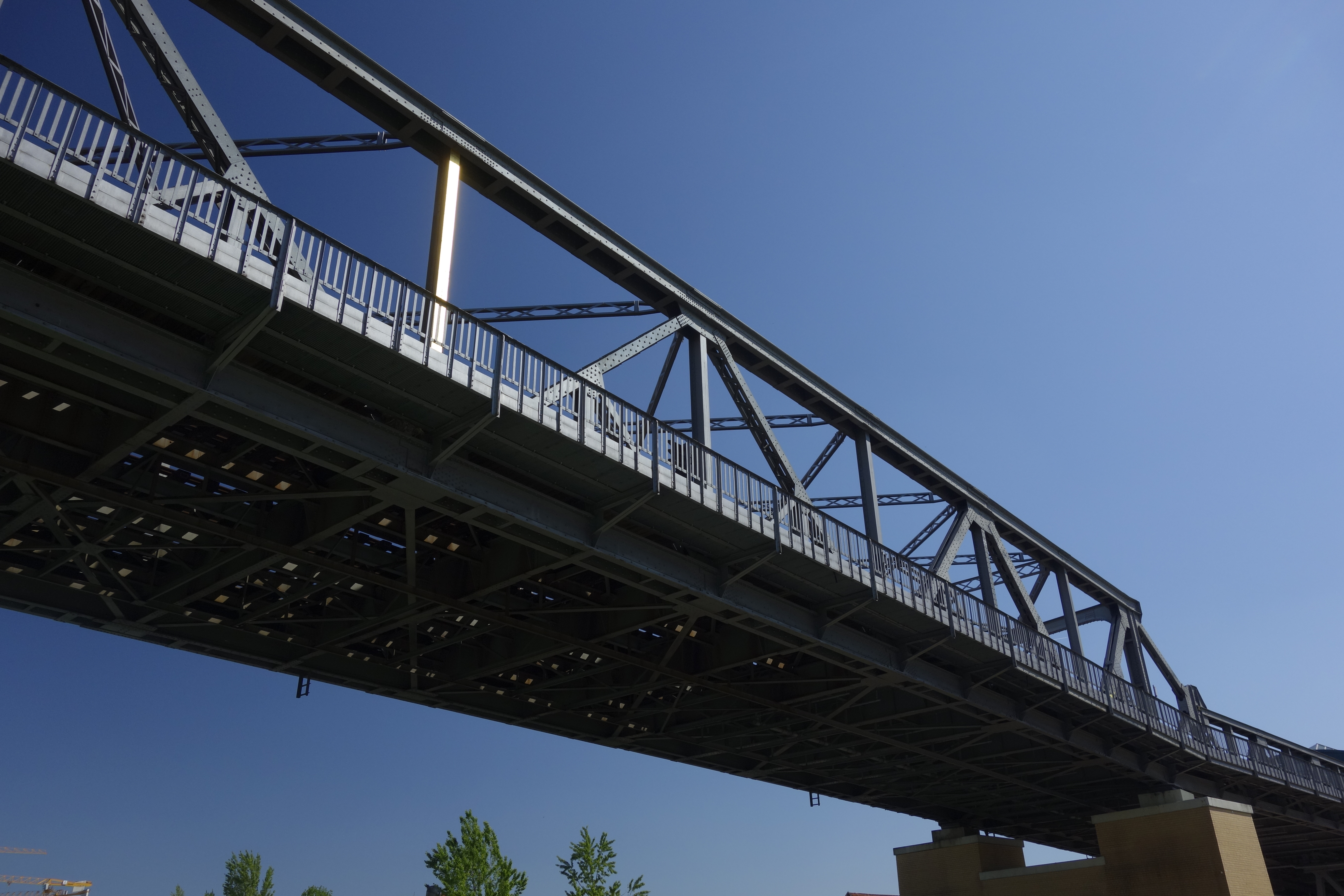
U1, westlich des U-Bahnhofs Gleisdreieck.
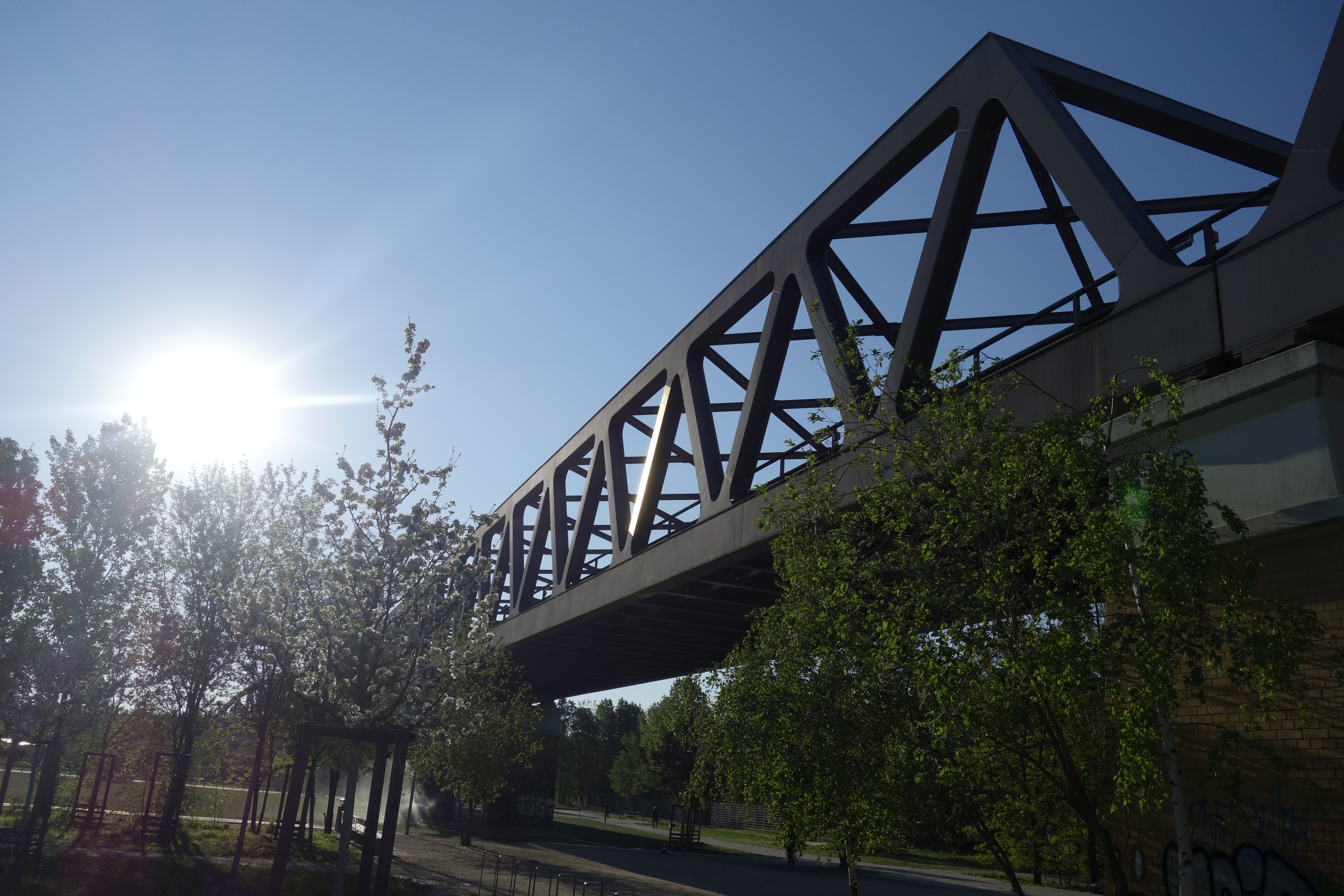
U2, Richtung Bülowbogen.

- der berg und die maschine, Zugspitze/Berlin, 1989[1]
- Im Lärm der Stadt, Hannover 1991[18]
- Oppositionen und Schwesterfelder, Wiener Secession, Fridericianum Kassel, 1993[19]
- ursa in orbit project, Nationalpark Berchtesgaden, 1993[13]
- twittermachine,  Berlin, Gomera, Rom, Island, New York, Walchensee, 1994[5]
- Gewalt/Geschäft, NGBK Berlin, 1995[20]
- How much red does the Statue of Liberty bear? Freiheitsstatue New York, 1996[21]
- In the ruins of the twentieth century institute for contemporary art, P.S.1, New York, 1996[22]
- Außerparlamentarische Situation in Langenhagen, 1997
- treffpunkt niemandsland, Einsiedlerbibliothek, Museumsakademie Berlin, 1998[16]
- …ein/räumen…, Inventur Hamburger Kunsthalle, 2001[23]
- Engagement in de Fotografie, Foto Biennale Rotterdam, 2000[24]
- Territorien des In/Humanen. Gemeinschaftsausstellung, Württembergischer Kunstverein Stuttgart im Schloss Solitude, 2010[25]

## Rezeption
Das Tip-Magazin aus Berlin schrieb 1990: „Paint the town red haben mit ihren Formen von Kunst schon lange das Atelier verlassen. (…) Kunst entsteht so als Ergebnis der Planung und des Eingreifens in und Teilnehmens an täglichen Arbeitsprozessen. Die Strategie bedeutet eine neue Form des Realismus der Erkundung konkreter Zusammenhänge. Kunst wird zu einem strategischen Spiel, bei dem es zwar immer noch um die sinnliche Aneignung der Welt geht, nicht mehr aber um die Ausprägung einer individuellen Handschrift.“
In Kunstforum international schrieb Marius Babias 1994 über p.t.t.red: „Dem kalkulierten Eingriff in städtische Räume, seiner ästhetischen Steuerung und seiner sozialen Gegensteuerung gilt das Hauptaugenmerk des Künstlerduos [...]“.
Die Berliner Zeitung schrieb 1997 über die „ungewöhnliche Ausstellung internationaler Künstler in der Hellersdorfer Galerie ‚HO‘“, in der p.t.t.red das ursa in orbit project von 1993 dokumentierte: „Im Berchtesgadener Wald waren die beiden in Bärenkostümen unterwegs. Die bierernsten Reaktionen der Lokalpresse ‚Bär erschreckte Wanderer‘ hängen neben den Bildern.“
Das Kunstmagazin art bezeichnete im Jahr 2000 die Kunstprojekte von p.t.t.red als „eine Mischung aus Dada und Happening, Land Art und Eulenspiegelei“. Das Berliner Duo narre die Sehgewohnheiten des Publikums „mit hintergründigen, pfiffigen und bisweilen poetischen Eingriffen in den Alltag“.

## Stipendien
- 1995–1996 Auslandsstipendium des Senats von Berlin, PS1 New York[28]
- 1997 Kunstfonds Bonn A2[29]
- 2000 Akademie Schloss Solitude

## Veröffentlichungen
- p.t.t.red (Hrsg.): Treffpunkt Niemandsland. AR/GE Kunst 1997
- p.t.t.red (Hrsg.): Paint the Town Red. Stefan Micheel and Hans Winkler, (Weiß) 1986–1989[30]
- p.t.t.red (Hrsg.): Paint the Town Red. Stefan Micheel and Hans Winkler, (Blau) 1989–1990[31]
- p.t.t.red (Hrsg.): Paint the Town Red. Stefan Micheel and Hans Winkler, (Schwarz) 1990–1992
- p.t.t.red (Hrsg.): Paint the Town Red. Stefan Micheel and Hans Winkler, (Grau) 1992–1995